# Masacre de Changjiao

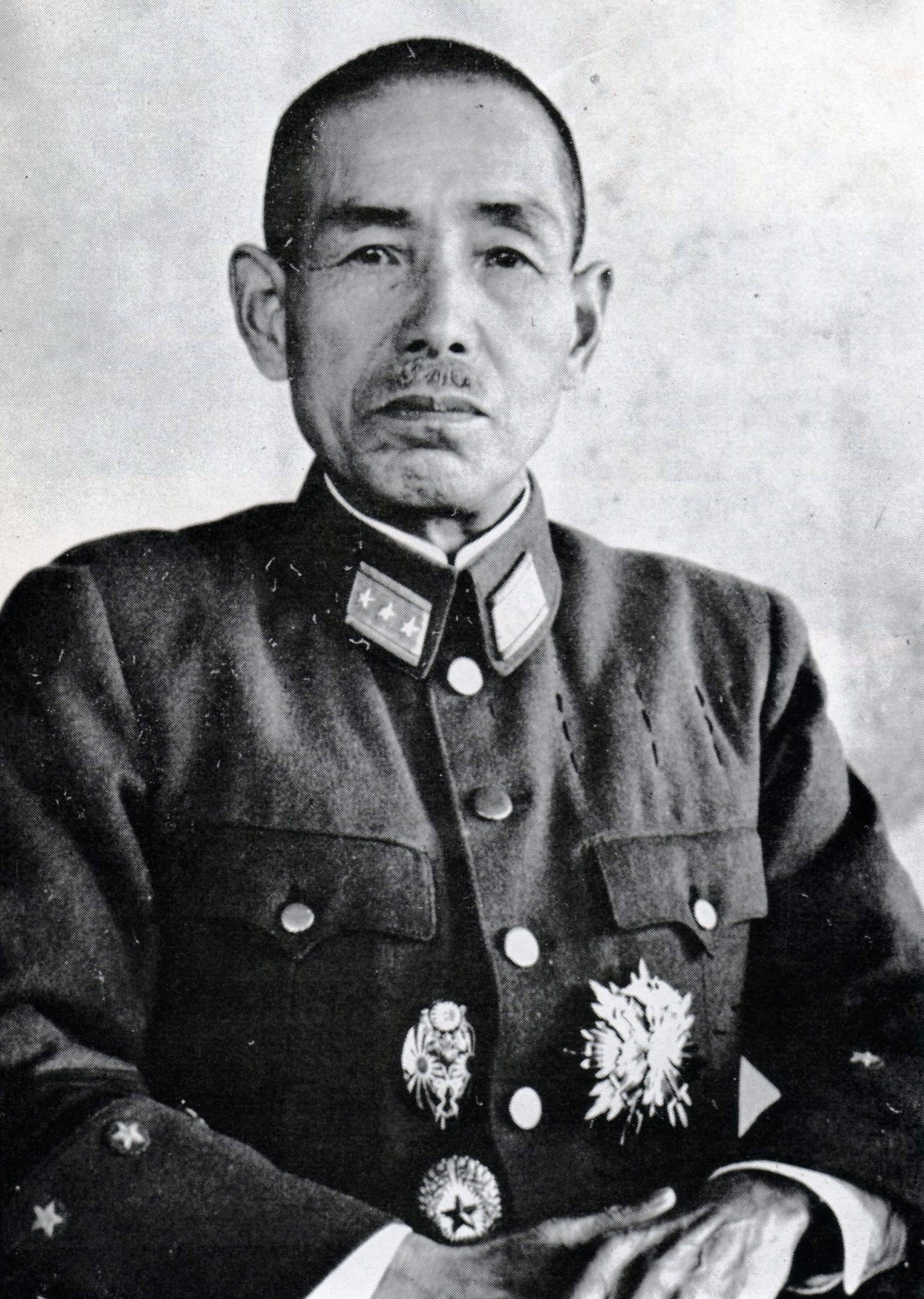
Shunroku Hata (1879‑1962), criminal de guerra japonés que ordenó la masacre de Changjiao.

La masacre de Changjiao fue un asesinato en masa realizado durante cuatro días, entre el 9 y el 12 de mayo de 1943 por el Ejército Imperial Japonés contra la población civil china en la ciudad de Changjiao, en la provincia de Hunan,
1434 km al suroeste de Pekín y
1138 km al oeste del puerto de Shanghái.
Menos de 4000 soldados japoneses asesinaron en cuatro días a más de 30 000 hombres y mujeres. La mayoría de los asesinados fueron niños y niñas chinos, que fueron violados antes de ser asesinados.
La masacre fue ordenada directamente por el criminal japonés de guerra Shunroku Hata (Fukushima, 26 de julio de 1879 ‑ Tokio, 10 de mayo de 1962), quien participó de las violaciones a niños.
En 1948, tres años después del final de la guerra, los aliados lo condenarán a cadena perpetua. Solo pasará entre rejas seis años: será amnistiado por los estadounidenses en 1955.
Su nombre en chino es 厂窖惨案.